# Просто жінка (фільм, 1918)
Просто жінка (англ. Just a Woman) — американська драма режисера Джуліуса Стегера 1918 року.

## У ролях
- Шарлотта Волкер — Анна Уорд
- Лі Бейкер — Джим Уорд
- Форрест Робінсон — суддя Ван Брінк
- Генрі Карвілл — Джон Прентісс
- Едвін Стенлі — Фред Говард
- Анна Вільямс — Мері
- Пол Перез — Нед Уорд
- Чарльз Краус — Еліас Фокс